# Galinoporni
Galinoporni (gr. Γαληνόπορνη, tur. Kaleburnu) – wieś na Cyprze, w dystrykcie Famagusta, na półwyspie Karpas. Położona jest na terenie republiki Cypru Północnego.